# Sinagoga din Mediaș

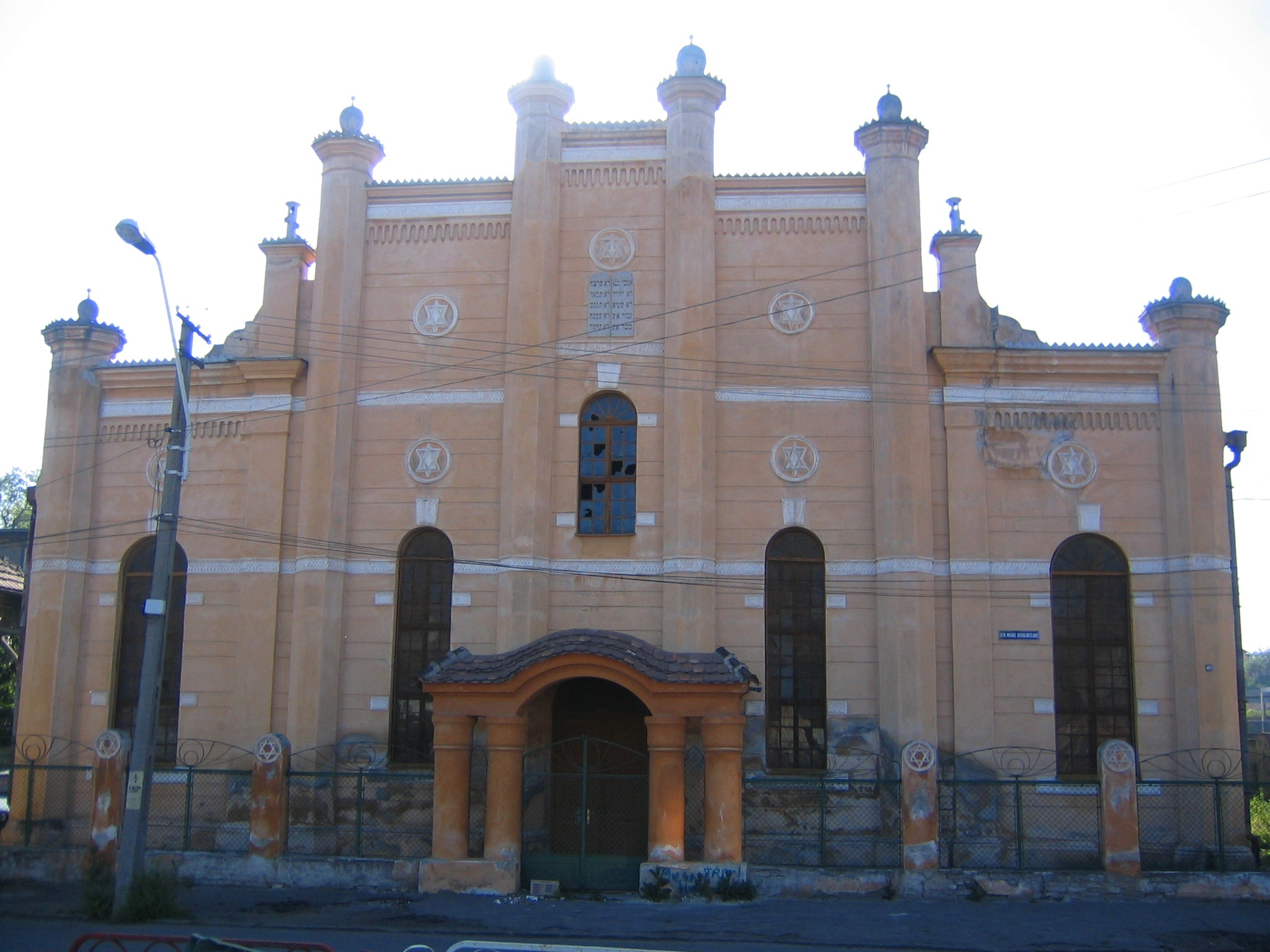
Sinagoga din Mediaș

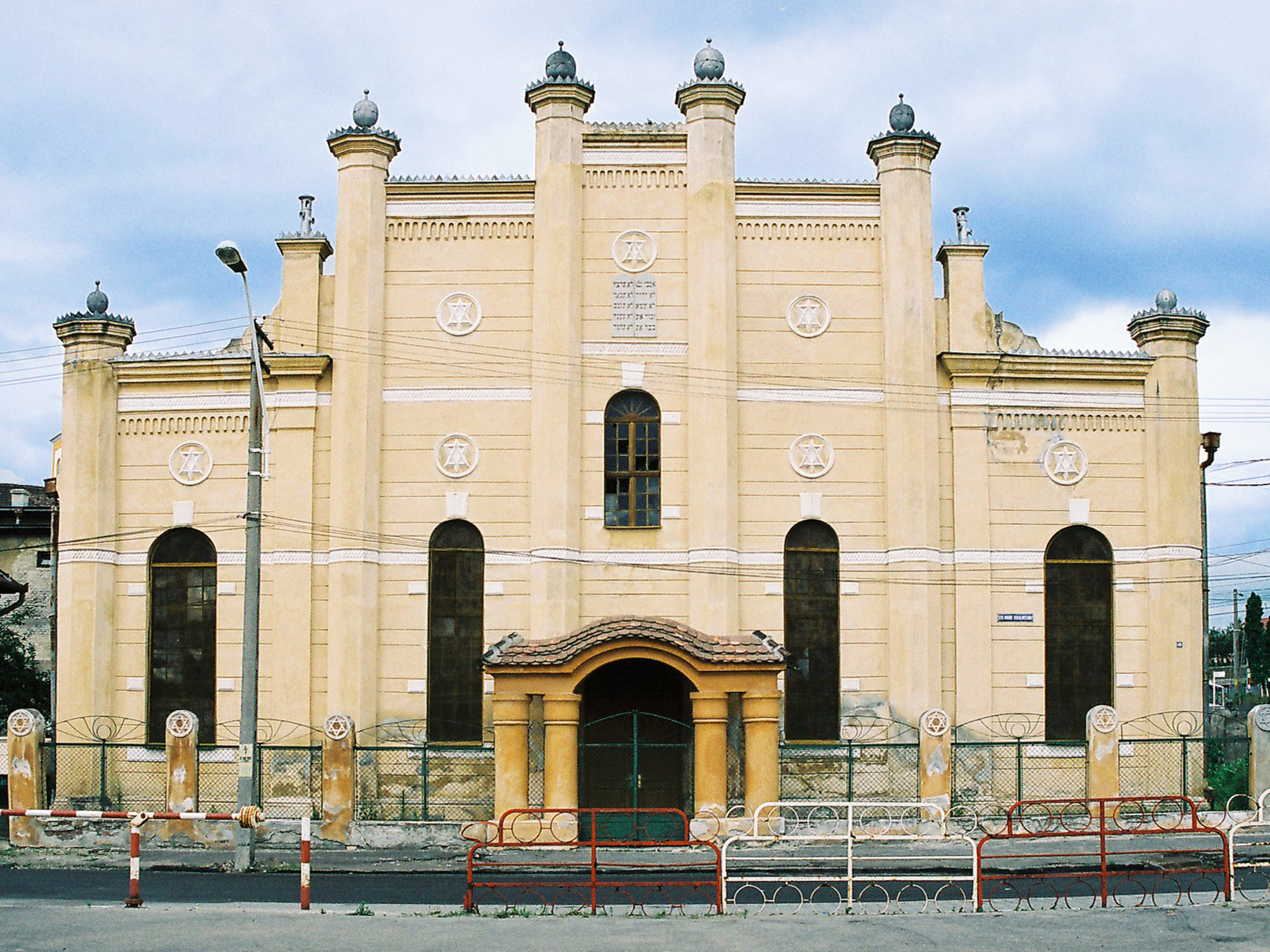
Synagoge in Mediaș, 2006

Sinagoga din Mediaș se află în centrul istoric al orașului și a fost construită în anul 1896, ulterior i s-au alăturat clădirea cunoscută drept Casa Rabinului și clădirea școlii evreiești, care are la demisol o mikvah (baia rituală). Clădirea este considerată o sinagogă de dimensiuni medii datorită mărimii și capacității sale, ieșind mult în evidență față de clădirile din zonă prin stilul și decorațiunile sale. 

## Istoric
Prezența evreilor în Transilvania este atestată din evul mediu. La mijlocul secolului al XVII-lea evreilor li s-a interzis să se stabilească altundeva decât în Alba Iulia și abia în a doua jumătate a secolului al XVIII-lea au primit dreptul de a se stabili oriunde doresc. 

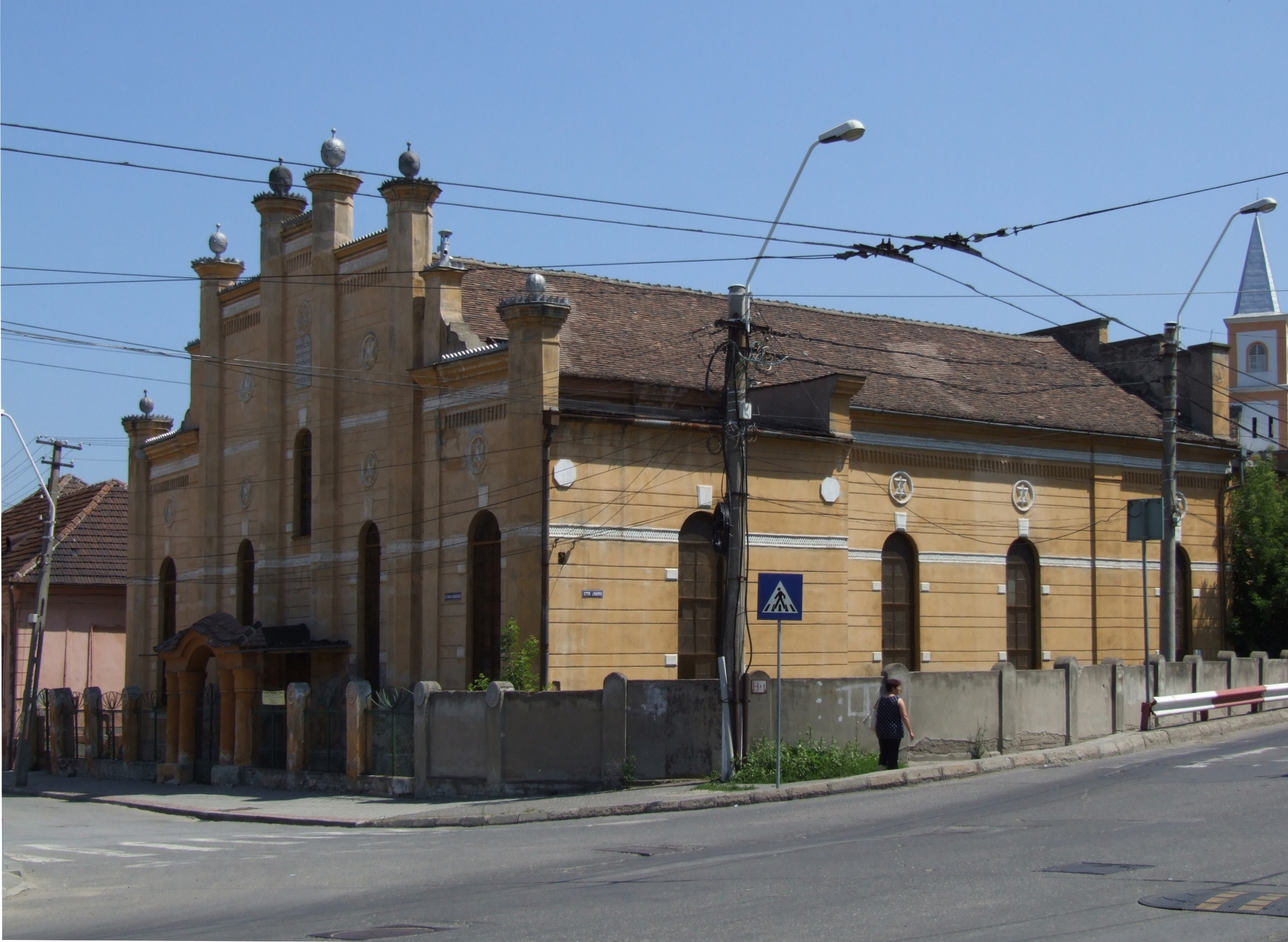
Vedere laterală, Sinagoga Mediaș

La mijlocul secolului XIX existau deja multe familii evreiești în satele din împrejurimi și câteva chiar în Mediaș (oraș fondat de coloniști sași în secolul XII.). După revoluția din 1848 și înlesnirea ulterioară în privința restricțiilor legate de dreptul de rezidență, multe dintre familiile evreiești de la sat s-au mutat treptat în Mediaș. În acea perioadă s-a constituit comunitatea evreiască din Mediaș, aici aflându-se de trei ori mai mulți evrei decât în Sighișoara și de două ori mai mulți decât în Sibiu și Brașov. Comunitatea evreiască însuma 148 familii, adică 705 persoane. Aproximativ în această perioadă, David Bäumel din Wolfersdorf, Bohemia, a ajuns în această regiune. El a devenit primul rabin al comunității și s-a căsătorit cu Lotte Kappel, fiica unei familii înstărite care locuia în Mediaș încă de la sfârșitul secolului XVIII. 
Președintele comunității, Benjamin Czitron, a finanțat construirea unei școli evreiești și a băii rituale, mikva, alături de sinagogă. 
La începutul secolului XX, comunitatea era bine conturată și construise o sinagogă nouă și impunătoare, la marginea zidurilor orașului medieval. Oficial, comunitatea era vorbitoare de limba germană, în conformitate cu majoritatea săsească a populației. David Bäumel a decedat în 1899, iar în anul 1905, un nou rabin, Moishe Reich din Budapesta, și-a asumat responsabilitățile rabinice. 
Al Doilea Război Mondial a provocat cele mai mari pierderi, un număr impresionant de evrei din nordul Transilvaniei fiind deportați în lagărul de exterminare de la Auschwitz, iar din Moldova au fost deportați în Transnistria, împreună cu evreii ucraineni, unde au murit de foame, frig și uciși. Din Mediaș nu s-au făcut deportări ale evreilor.
Însă la sfârșitul războiului în comunitate s-au produs o serie de schimbări semnificative: Rabinul Reich a decedat în 1945, mulți dintre membrii importanți ai comunității au emigrat, și un număr mare de evrei din Bucovina și nordul Transilvaniei s-au refugiat în oraș. 
Între anii 1950 și 1960, comunitatea evreiască s-a diminuat din cauza emigrării masive de după război, majoritatea evreilor de aici au emigrat în Israel și alte țări.
Odată cu căderea comunismului, la sfârșitul anilor 1980, mai rămăsese o mână de oameni, activitatea comunității evreiești din Mediaș a încetat în mod oficial, iar Sinagoga a fost închisă.
În anul 2008, a fost descoperit în interiorul sinagogii un număr mare de documente, cărți și obiecte care au aparținut comunității evreiești din Mediaș. Cele mai vechi documente datează încă de la sfârșitul sec. XIX și foarte multe din perioada interbelică și post-belică. Documentele de arhivă și cărțile de rugăciuni sunt adăpostite în fosta clădire administrativă, lângă clădirea sinagogii.
În vara anului 2009, Fundația Mihai Eminescu Trust a redeschis porțile Sinagogii de la Mediaș prin intermediul unei expoziții de fotografie. Tot aici s-au putut urmări în vara anului 2001 filme artistice în cadrul primei ediții a “Medias Central European Film Festival”. 
În luna mai 2014 a debutat un proiect de protejare, catalogare și digitalizare a arhivei fostei comunități evreiești din Mediaș, în cadrul căruia s-au desfășurat și o serie de programe culturale și educaționale coordonate de Anda Reuben. Donatorul cu ajutorul căruia a fost finanțat acest proiect a dorit să își păstreze anonimatul. În septembrie 2014, la Sinagogă a fost organizată, pentru prima oară după aproape 40 de ani, o serbare de Anul Nou Evreiesc, la care au fost invitați toți medieșenii, indiferent de religie.  
Sinagoga din Mediaș a revenit încet la viață datorită unui proiect de conservare și digitalizare a arhivei comunității evreiești și datorită susținerii medieșenilor. În mai 2014, echipa Casa de lângă Sinagogă a pornit un proiect de conservare a arhivei, un prim pas către readucerea Sinagogii în viața orașului ca muzeu, centru comunitar și spațiu cultural. 
În prezent, sinagoga nu este utilizată ca loc de rugăciune, întrucât, încă de la sfârșitul anilor ‘90, comunitatea evreiască din Mediaș a fost desființată, din lipsă de membri, dar aici au loc programe legate de tradițiile și sărbătorile evreiești, un curs de ebraică și diverse alte evenimente culturale.

## Arhitectura sinagogii
Arhitectura sinagogilor din Transilvania a fost influențată de stilul de sfârșit de secol XIX din Imperiul Austro-Ungar. 
Stilul sinagogii din Mediaș este eclecticism de secol XIX, cu o puternică influență romantică și maură: profile dantelate, pilaștrii masivi, ferestre înalte și rotunjite etc. Este foarte posibil ca arhitectul acestei sinagogi să se fi inspirat din arhitectura observată în Viena și Budapesta și să o fi adaptat la nevoile comunității și la arhitectura regională.
Spațiul interior este împărțit în două secțiuni: zona de intrare și sala de ceremonii. Zona de la intrare este împărțită în trei camere plasate pe partea de vest. Camera din dreapta intrării era dedicată studiului Torei, iar în partea stângă se află casa scărilor care duc către balconul femeilor.
Sala de ceremonii are dimensiuni generoase – 18X11 metri și este încadrat pe trei laturi de balconul femeilor. Se împarte în nava principală care are două culoare și trei șiruri de bănci și balconul pentru femei, pe trei laturi. În mijlocul navei se află o platformă, numită bima (tribuna oficiantului), decorată cu elemente sculptate din lemn și înconjurată de bănci. Aici erau aduse sulurile de Tora pentru a fi citite congregației. Atunci când nu erau folosite în cadrul ceremoniilor religioase, sulurile de Tora era păstrate într-un dulap numit arcă, aflat pe o platformă pe peretele de est, în direcția în care se află Ierusalimul. Deasupra arcei se află cele două table ale legii, cu Cele 10 Porunci.
Picturile murale sunt reprezentări artistice ale unor elemente tradiționale: menora, lei, steaua lui David, Cele 10 Porunci, cetatea Ierusalimului, diverse elemente vegetale.
Casa Rabinului, cum este cunoscută acum, este chiar fosta locuință a celor doi rabini care au servit comunitatea, succesiv, din 1894 până în 1945, după care a devenit sediul administrației comunității. În prezent, clădirea găzuiește arhiva fostei comunități evreiești, compusă din documente administrative, financiar-contabile, ziare și reviste, fotografii și alte documente personale, dar și o secțiune pentru cărțile vechi de rugăciune și diverse cărți pe teme religioase.
Mikvah (baia rituală) este cunoscută medieșenilor drept baia comunală întrucât după Cel de-al Doilea Război Mondial, baia rituală a comunității evreiești a fost împărțită în două – o parte pentru uzul comunității, iar o alta pentru uz public. 

## Biblioteca Evreiască Mediaș
Arhiva Comunității Evreiești din Mediaș este o colecție rară de documente descoperite în 2008. La timpul descoperirii lor, documentele erau împrăștiate pe podeaua balconului, în holul și casa scării sinagogii, toate amestecate cu cărți și obiecte personale. Comunitatea evreiască din Mediaș a încetat să mai existe, iar arhiva, cărțile și celelalte obiecte au fost depozitate în balconul femeilor din sinagogă, accesul acolo fiind restricționat. În 2008, după o acțiune de curățare, arhiva și restul obiectelor au fost redescoperite.
Cărțile care formează biblioteca Mediaș au fost găsite în sinagoga Mediaș și în birourile comunității evreiești. Majoritatea volumelor în limba germană și maghiară au fost catalogate de elevi de liceu în cursul unui proiect în 2016-2017. Volumele par a fi un amestec de cărți private și deținute de comunitate. Deși sunt în mare parte cărți religioase, inclusiv siddurim și texte religioase evreiești, au fost găsite și unele volume seculare.
Sinagoga poate fi vizitată, cu ghid, în fiecare duminică, între 10:00 și 16:00.